# Raión de Vitovka
Vitovka (en ucraniano: Вітовській район) es un raión o distrito de Ucrania en el óblast de Mykolaiv. 
Comprende una superficie de 1460 km².
La capital es la ciudad de Vitovka.

## Demografía
Según estimación 2010 contaba con una población total de 52600 habitantes.

## Otros datos
El código KOATUU es 4823300000. El código postal 57200 y el prefijo telefónico +380 512.